# Lagtävlingen i hoppning i ridsport vid olympiska sommarspelen 1980
Lagtävlingen i hoppning i ridsport vid olympiska sommarspelen 1980 var en av sex ridsportgrenar som avgjordes under de olympiska sommarspelen 1980. 

## Medaljörer
| Event | Guld                                                                                 | Silver                                                           | Brons                                                                                                 |
| Lag   | Sovjetunionen Nikolai Korolkov Viktor Poganovskij Viktor Asmaev Viattjeslav Tjukanov | Polen Wieslaw Hartmann Jan Kowalczyk Marian Kozicki Janusz Bobik | Mexiko Alberto Valdes Lacarra Gerardo Tazzer Valencia Jesus Gomez Portugal Joaquin Perez De Las Heras |

## Resultat
| Placering | Nation        | Poäng  |
| 1         | Sovjetunionen | 20,25  |
| 2         | Polen         | 56,00  |
| 3         | Mexiko        | 59,75  |
| 4         | Ungern        | 124,00 |
| 5         | Rumänien      | 150,50 |
| 6         | Bulgarien     | 159,50 |